# Miller Anderson
Miller Altman Anderson, född 27 december 1922 i Columbus i Ohio, död 29 oktober 1965 i Columbus, var en amerikansk simhoppare.
Anderson blev olympisk silvermedaljör i svikthopp vid sommarspelen 1948 i London.